# Più forte che Sherlock Holmes
Più forte che Sherlock Holmes è un film muto italiano del 1913 diretto da Giovanni Pastrone.